# 汐首岬
汐首岬（日语：／）是北海道南部龟田半岛南端的海角，在惠山道立自然公園内。名称来源是阿伊努语的「sir-pok」（山下）。距离津轻海峡对岸的大间崎约17.5公里，晴时能瞭望见大間町。
在海岸外，与对马洋流分离的津轻暖流与亲潮碰撞，特别是海峡中部的潮汐线“中之潮”，使这里产生了复杂的潮汐流和海洋天气。为防止海上事故，松前奉行于1808年安装了烽火台。
海角附近是汐首岬南小島。根据综合海洋政策本部2009年制定的《关于用于偏远離島的海洋管理中保护和管理的基本方针》，定义为国境離島中无人居住岛屿之一。由于6年海堤建设对对岸陆地的影响，它可能已经消失，截至2021年，日本政府无法明确确认该岛的存在。2023月2日2日，内阁府公布了调查结果，由于在大陆一侧建造渔港，汐首岬南小島被并入部分海堤，不再属于国境離島。

## 引用
1. ↑  日本大百科全書. . コトバンク.   [2019年2月11日]. （原始内容存档于2013年5月28日）.
2. ↑   (PDF).   [2023-09-01]. （原始内容存档 (PDF)于2022-06-20）.
3. ↑  . 函館市公式観光情報. 函館市.   [2019-02-11]. （原始内容存档于2021-07-16）.
4. ↑  恵山町史　p700-702
5. ↑   (PDF). 全国町村議会議長会.   [2019-02-11]. （原始内容存档 (PDF)于2022-12-22）.
6. ↑   (PDF). 内閣府.   [2019-02-11]. （原始内容存档 (PDF)于2022-12-22）.
7. ↑  . 読売新聞オンライン. 2021-02-18  [2021-02-18]. （原始内容存档于2023-07-10）.
8. ↑  . 読売新聞オンライン. 2023-02-03  [2023-04-23]. （原始内容存档于2023-04-27）.